# Aiko (певица)
Алена Ширманова-Костебелова (чеш. Alena Shirmanova-Kostebelova, род. 26 декабря 1999, Москва, Россия) известная под псевдонимом Aiko — чешская певица и автор песен. Представительница Чехии на конкурсе песни «Евровидение-2024» с песней «Pedestal».

## Биография
Алена Ширманова-Костебелова родилась в городе Москва. Вскоре после этого она и её семья переехали в Карловы Вары, Чехия, где певица и выросла.
В 2015 году участвовала в 4 сезоне талант-шоу Česko Slovenská SuperStar . Позже она переехала в Великобританию — сначала в Лондон, а затем в Брайтон, чтобы продолжить музыкальную карьеру. Под сценическим псевдонимом Aiko она выпустила свой дебютный одноимённый альбом в 2018 году, а затем второй альбом Expiration Date в 2020 году, когда также был выпущен первый сингл «Hunt».

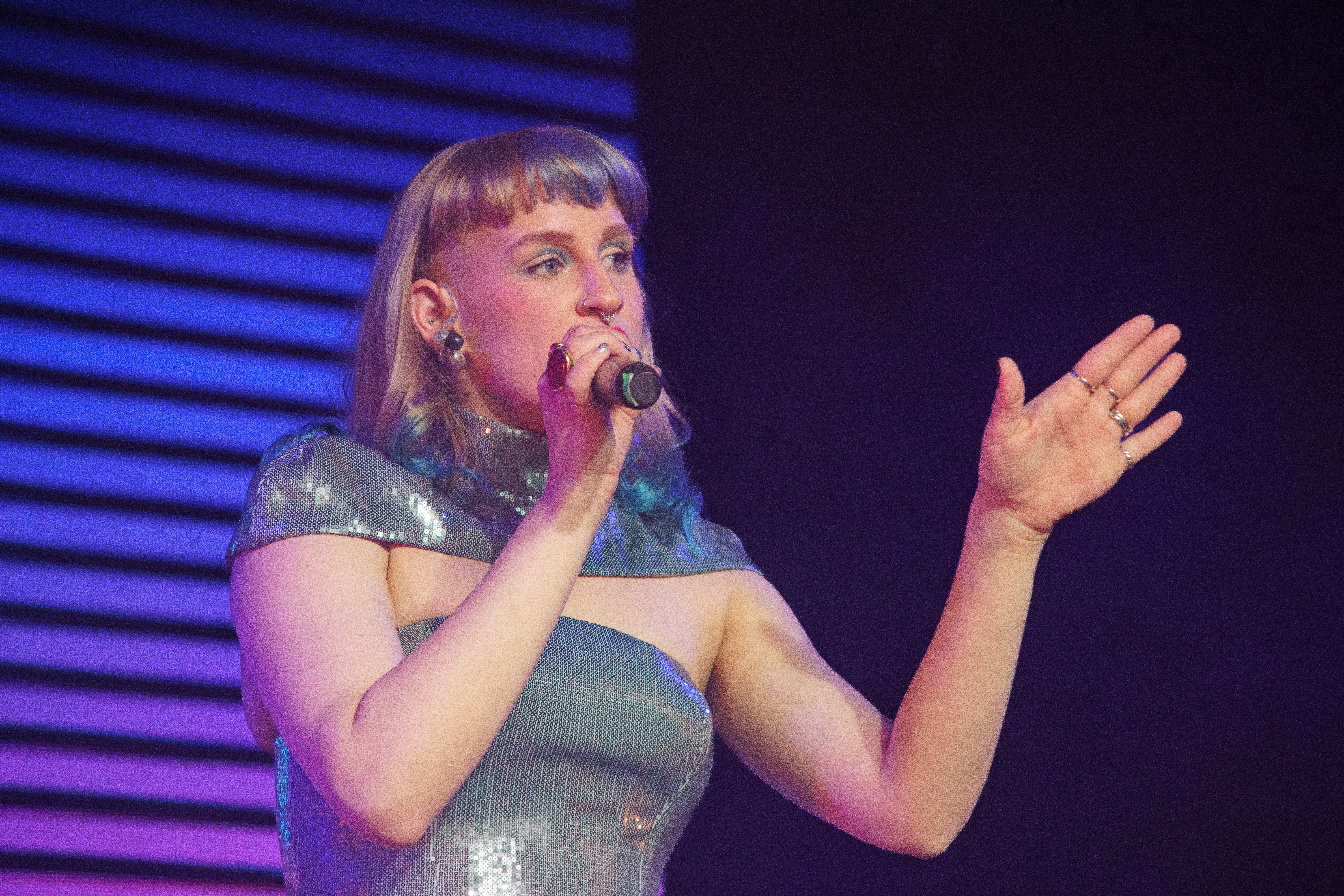
Певица на Eurovision Pre-Party 2024 Madrid

Aiko стала первой чешской артисткой, появившейся на экранах Таймс-Сквер, и первой чешской женщиной, принявшей участие в кампании Spotify Equal. Певица выступала на фестивалях Rock for People, ESNS, Metronome Prague, The Great Escape, Grape, Nouvelle Prague, Sziget и Waves Vienna, а также принимала участие в турах таких исполнителей, как Элис Мертон, Black Honey, Лорен Рут Вард и Тамино как дополнительная артистка. Некоторые из её песен вошли в телешоу «Teen Mom» и «Love Island».
13 октября 2023 года певица выпустила свой третий альбом Fortune’s Child. 28 ноября 2023 года было объявлено, что Aiko стала одной из участниц чешского национального отбора для конкурса песни «Евровидение-2024» ESCZ 2024 с песней «Pedestal». 13 декабря стало известно, что она выиграла отбор и будет представлять Чехию на конкурсе. Она выступила во втором полуфинале и не прошла в финал, заняв 11 место.

## Личная жизнь
В настоящее время Aiko состоит в отношениях с испанской барабанщицей Кэт Альмагро, которая участвовала в конкурсе песни «Евровидение-2024» от Сан-Марино в составе группы Megara.

## Дискография

### Альбомы
| Название        | Подробности                                                               |
| --------------- | ------------------------------------------------------------------------- |
| Aiko            | - Вышел: 25 августа 2018 года - Формат: Онлайн, прослушивание в интернете |
| Expiration Date | - Вышел: 17 июля 2020 года - Формат: Онлайн, прослушивание в интернете    |
| Fortune’s Child | - Вышел: 13 октября 2023 года - Формат: Онлайн, прослушивание в интернете |

### Синглы
| Название                      | Год  | Альбом             |
| ----------------------------- | ---- | ------------------ |
| «Hunt»                        | 2020 | Expiration Date    |
| «Power»                       | 2021 | Fortune’s Child    |
| «Daughter of the Sun»         | 2021 | Fortune’s Child    |
| «Gemini»                      | 2021 | Fortune’s Child    |
| «Alter Ego»                   | 2022 | Не входил в альбом |
| «I Want to Be Perfect»        | 2022 | Не входил в альбом |
| «Restless» (Вместе с Boy Jr.) | 2022 | Fortune’s Child    |
| «Instincts»                   | 2023 | Не входил в альбом |
| «Lucky Streak»                | 2023 | Fortune’s Child    |
| «Pedestal»                    | 2023 | Fortune’s Child    |